# 2011년 축구
다음은 2011년 전세계에서 개최된 축구 대회이다.

## 대회

### 남자 국가대표
- 1월 7일 - 1월 29일: 카타르에서 개최되는 2011년 AFC 아시안컵
  -   일본 (4번째 우승)
  -   오스트레일리아
  -   대한민국
  - 4위  우즈베키스탄
- 2월 4일 - 2월 25일: 2011년 아프리카 네이션스 챔피언십
  -   튀니지 (1번째 우승)
  -   앙골라
  -   수단
  - 4위  알제리
- 6월 5일 - 6월 25일: 미국에서 개최되는 2011년 CONCACAF 골드컵
  -   멕시코 (6번째 우승)
  -   미국
- 7월 1일 - 7월 24일: 아르헨티나에서 개최되는 2011년 코파 아메리카.
  -   우루과이 (15번째 우승)
  -   파라과이
  -   페루
  - 4위:  베네수엘라

### 청소년
- 6월 18일 - 7월 10일: 멕시코에서 열리는 2011년 FIFA U-17 월드컵
  -   멕시코 (2번째 우승)
  -   우루과이
  -   독일
  - 4위:  브라질
- 7월 29일 - 8월 20일: 콜롬비아에서 열리는 2011년 FIFA U-20 월드컵
  -   브라질 (5번째 우승)
  -   포르투갈
  -   멕시코
  - 4위:  프랑스

### 여자 국가대표
- 6월 26일 - 7월 17일: 독일에서 개최되는 2011년 FIFA 여자 월드컵
  -   일본 (1번째 우승)
  -   미국
  -   스웨덴
  - 4위:  프랑스